# Mausoleo di Milan Rastislav Štefánik
Il Mausoleo di Milan Rastislav Štefánik (in slovacco: Mohyla Milana Rastislava Štefánika) si trova sulla collina di  Bradlo sulle alture di Myjava e precisamente sulla sommità, che domina il paesaggio circostante dalla quota di 543 metri sul livello del mare, sulla strada fra Brezová pod Bradlom e Košariská, nel territorio del primo comune.

## Storia
Il generale Štefánik precipitò il 4 maggio 1919 prima di rientrare al vicino aeroporto di Ivanka pri Dunaji. Una settimana dopo fu sepolto con l'equipaggio italiano, composto dal sottotenente Giotto Mancinelli Scotti, dal sergente Umberto Merlino e dal meccanico-radiotelegrafista Gabriele Aggiunti, nella natia Košariská. Cinque anni dopo fu posata la prima pietra del mausoleo progettato dall'architetto Dušan Jurkovič. Per la costruzione del mausoleo fu indetta una sottoscrizione nazionale, in cui si raccolsero due milioni di corone. Il mausoleo fu solennemente inaugurato il 23 settembre 1928. Fu iscritto fra i monumenti nazionali nel 1968. Nel 2009 gli è stato attribuito il marchio del patrimonio europeo.
Esiste un altro monumento a Milan Rastislav Štefánik sul luogo in cui è precipitato il suo aereo, a Ivanka pri Dunaji, anche questo opera di Dušan Jurkovič. 

## Descrizione

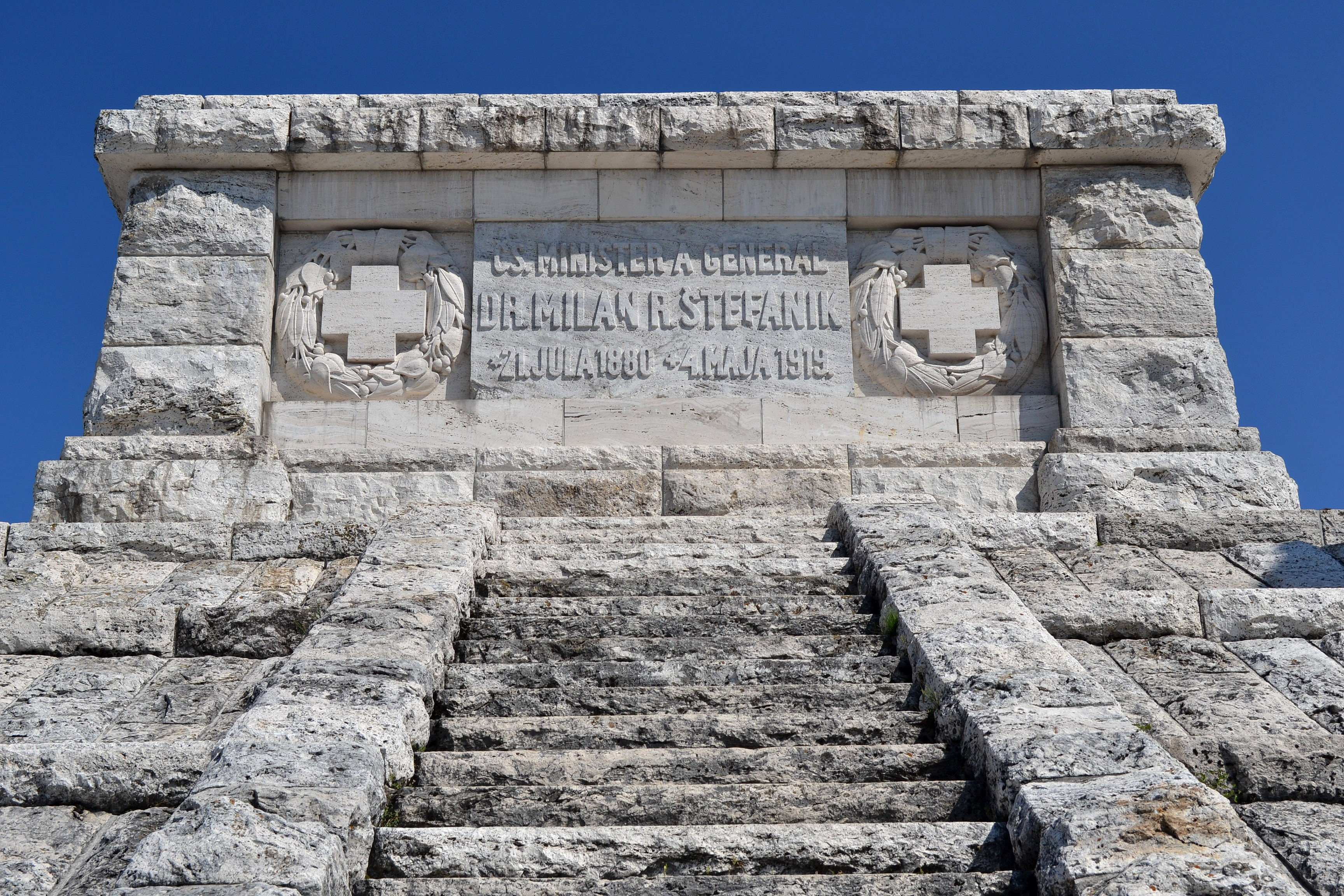
Vista frontale della tomba (lato sud).

La costruzione candida terrazzata con quattro obelischi presenta la purezza tipica dell'espressione architettonica di Dušan Jurkovič, in armonia con il paesaggio circostante. L'intero edificio è costruito con blocchi di travertino. Le scale frontali e laterali conducono alla tomba dell'eroe slovacco. Sulla tomba ci sono quattro lapidi con iscrizioni che recitano:
1. Čs. minister a generál dr. Milan R. Štefánik * 21. júla 1880 + 4. mája 1919 ("Il ministro cecoslovacco e generale dottor Milan R. Štefánik * 21 luglio 1880 + 4 maggio 1919") (lato sud)
2. Zahynul pádom lietadla dňa 4. mája 1919 pri Bratislave ("Perito per caduta del velivolo il 4 maggio 1919 presso Bratislava") (lato est)
3. S ním kráľ. taliansky serg. U. Merlino a sol. G. Aggiunti ("Con lui il serg. U. Merlino e il sol. G. Aggiunti del Regno d'Italia") (lato nord)
4. Veľkému synovi oslobodený národ československý ("Al grande figlio il popolo cecoslovacco liberato") (lato ovest).[1]

L'intero mausoleo, che era fatiscente, è stato restaurato fra il 1988 e il 1996. Da allora la tomba è già stata danneggiata dagli agenti atmosferici, tanto che le corone di alloro originali sono state sostituite da copie fedeli tagliate in marmo italiano. Infatti la cava di travertino originale in Slovacchia è stata chiusa. Anche le lapidi del pavimento sono state smontate e riposizionate sul pavimento ripristinato con il suo drenaggio. Tutta l'opera è stata parzialmente esposta alla vegetazione infestante, che ha nascosto la vista del tumulo. Dal monumento si gode una bellissima vista sul paesaggio collinare circostante.